# Església Baptista
L'Església Baptista o simplement els baptistes són una denominació cristiana protestant actual que emfatitzen el baptisme adult dels creients per mitjà de la immersió completa dins de l'aigua (en oposició al ruixament), el qual es realitza després d'una confessió pública de fe en Jesús com a salvador. Les esglésies baptistes van ser fundades el segle xvii al Regne Unit i els Estats Units d'Amèrica. Existeixen diferents esglésies baptistes locals, sovint agrupades en organitzacions regionals. Les esglésies baptistes també generalment subscriuen les doctrines de la responsabilitat de cada persona davant Déu, sola fide (salvació només per fe), sola scriptura (només l'escriptura com la regla de la fe i la pràctica) i el govern de l'església congregacionalista. Els baptistes generalment reconeixen dos ordenances: el baptisme i la comunió.
El nombre estimat de creients baptistes és de prop de 110 milions a tot el món, agrupats en més de 220.000 congregacions i és considerada la comunitat protestant més gran als Estats Units. Altres grans comunitats baptistes són a l'Índia (2,4 milions), Nigèria (2,5 milions), República Democràtica del Congo (RDC) (1,9 milions) i Brasil (1,7 milions). A Europa, els baptistes són una minoria (1,1 milions de persones el 1981, la meitat de l'antiga Unió Soviètica), però es tracta d'un moviment protestant que s'està estenent en els darrers anys.

## Història
Des dels seus inicis, diversos dels que avui s'identifiquen com a baptistes difereixen àmpliament els uns dels altres en allò que creuen, com adoren, les seves actituds envers els altres cristians i la seva comprensió del que és important entre els deixebles cristians.
Els historiadors situen la primera església "baptista" al 1609 a Amsterdam, República Holandesa, amb el separatista anglès John Smyth com a pastor. D'acord amb la seva lectura del Nou Testament, va rebutjar el baptisme dels nadons i va instituir el baptisme només dels adults creients. La pràctica baptista es va estendre a Anglaterra, on els baptistes generals consideraven que l'expiació de Crist s'estenia a totes les persones, mentre que els baptistes particulars creien que s'estenia només als elegits. Thomas Helwys va formular una sol·licitud distintivament baptista que l'església i l'estat es mantinguessin separats en matèria de dret, de manera que els individus poguessin tenir llibertat de religió. Helwys va morir a la presó a conseqüència del conflicte religiós amb els dissidents anglesos sota Jaume I d'Anglaterra. El 1638, Roger Williams va establir la primera congregació baptista a les colònies nord-americanes. Als segles xviii i xix, el Primer i el Segon Gran Despertar van augmentar el nombre de membres de l'església als Estats Units. Els missioners baptistes han estès la seva fe per tots els continents.
Les organitzacions missioneres van afavorir el desenvolupament del moviment a tots els continents. A Anglaterra es va fundar la Baptist Missionary Society el 1792 a Kettering, Anglaterra. Als Estats Units, hi va haver la fundació dels Ministeris Internacionals el 1814 i la International Mission Board el 1845.

## Estadístiques
Segons un cens de l'Aliança Mundial Baptista publicat el 2020, la denominació baptista més gran del món, reagruparia 241 membres de denominacions baptistes en 126 països, 169.000 esglésies i 47.000.000 membres batejats.
El 2010, 100 milions de cristians s'identifiquen com a baptistes o pertanyen a esglésies de tipus baptista. L'any 2020, segons l'investigador Sébastien Fath del CNRS, el moviment comptaria amb uns 170 milions de creients al món.
Entre els censos fets per les confessions baptistes l'any 2020, els que van reclamar més membres van ser de cada continent:
A Àfrica, la Convenció Baptista de Nigèria amb 13.654 esglésies i 8.000.637 membres, la Convenció Baptista de Tanzània amb 1.300 esglésies i 2.660.000 membres, la Comunitat Baptista del riu Congo amb 2.668 esglésies i 1.760.634 membres.
A Amèrica del Nord, la Convenció Baptista del Sud amb 47.530 esglésies i 14.525.579 membres, la Convenció Baptista Nacional, EUA amb 21.145 esglésies i 8.415.100 membres.
A Amèrica del Sud, la Convenció Baptista Brasilera amb 9.018 esglésies i 1.790.227 membres, la Convenció Baptista Evangèlica d'Argentina amb 670 esglésies i 85.000 membres.
A Àsia, la Convenció Baptista de Myanmar amb 5.319 esglésies i 1.710.441 membres, el Consell de l'Església Baptista de Nagaland amb 1.615 esglésies i 610.825 membres, la Convenció d'esglésies baptistes filipines amb 2.668 esglésies i 600.000 membres.
A Europa, la Unió d'Esglésies de Baptistes Cristians Evangèlics d'Ucraïna amb 2.272 esglésies i 113.000 membres, la Unió Baptista de Gran Bretanya amb 1.895 esglésies i 111.208 membres, la Unió d'Esglésies Lliures Evangèliques d'Alemanya amb 801 esglésies. i 80.195 socis.
A Oceania, la Unió Baptista de Papua Nova Guinea amb 489 esglésies i 84.000 membres, els ministeris baptistes australians amb 1.021 esglésies i 76.046 membres.